# Bernardo Herrera Restrepo
Bernardo Herrera Restrepo (Bogotá, 11 de septiembre de 1844-Bogotá, 2 de enero de 1928) fue un eclesiástico, teólogo, filántropo y académico católico colombiano.
Fue obispo de Medellín, entre 1885 a 1891 y arzobispo de Bogotá, entre 1891 hasta su fallecimiento en 1928. Fundador del Instituto San Bernardo De La Salle ubicado en la ciudad de Bogotá, gestor de las obras educativas de la Congregación de los Hermanos de las Escuelas Cristianas, del distrito Lasallista de Bogotá y Medellín.

## Biografía

### Familia
Nació el 11 de septiembre de 1844, en la ciudad de Bogotá, en el seno de una familia de la aristocracia colombiana.

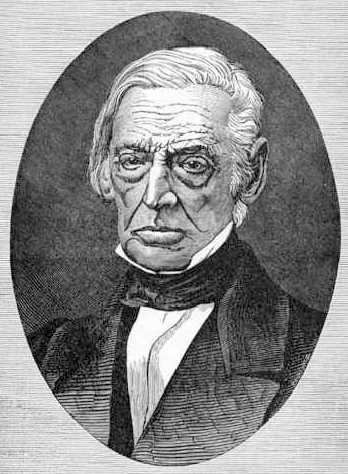
El exministro José Manuel Restrepo, su abuelo materno.

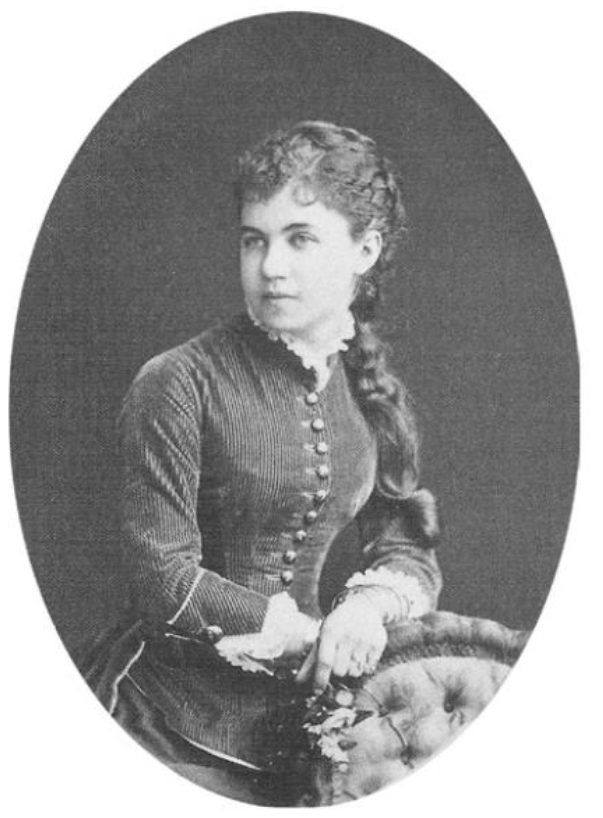
Su cuñada, la compositora Teresa Tanco Cordovéz.

Bernardo Herrera Restrepo era el tercero de ocho hijos de la pareja conformado por Bernardo Herrera Buendía y de su esposa María de Jesús Restrepo Montoya. Fueron sus hermanos Juan Manuel, Mariana, María Francisca, Roberto, Luis María, Ricardo y Alejandro Herrera Restrepo.
Su padre era un destacado abogado y su madre era hija del político y educador neogranadino José Manuel Restrepo Vélez, quien a su vez era primo segundo del político y educador José Félix de Restrepo. Descendiente de Restrepo Vélez es el exministro y economista José Manuel Restrepo Abondano, su trastataranieto.
Su hermana Mariana era nuera del militar Mariano Sanz de Santamaría y Ricaurte; María Francisca se casó con un cuñado del militar Liborio Durán Borrero, de quien descienden Rafael Ucrós, Jaime Ucrós y Misael Pastrana Borrero, y cuñado del expresidente José Hilario López. Ricardo destacó como cafetero y Alejandro, fue cónsul en Chile y médico, casado con la compositora Teresa Tanco Cordovez, hija del excanciller Mariano Tanco, y pariente del escritor José María Cordovéz Moure.

### Formación
Las primeras letras las aprendió con su tío paterno Pablo Herrera Buendía. A los doce años ingresó al Liceo de la Infancia de Ricardo Carrasquilla. Desde 1858 hasta mediados de 1861 estudió en el Colegio de San Bartolomé con los Jesuitas, siendo condiscípulos suyos Miguel Antonio Caro y José Domingo Ospina. 
Asistió con su padre en 1863 a la Convención de Rionegro. El 11 de marzo de 1864 partió para Europa donde en el Seminario de Issy estudió Filosofía, pasando luego en 1865 al Seminario de San Sulpicio para cursar los estudios de Teología. Vicente Arbeláez, quien se hallaba en el exilio, lo conoció allí y quedó fuertemente impresionado por la personalidad del joven seminarista. El 13 de abril de 1870 obtuvo en la Universidad La Sapienza, el título de teólogo.

### Sacerdocio
Su ordenación sacerdotal fue el 22 de mayo de 1869, en la Iglesia de San Sulpicio de París, a manos del obispo Henri Maret.
Asistió en Roma al Concilio Vaticano I como secretario de Bonifacio Antonio Toscano, obispo de Nueva Pamplona. El 26 de octubre de 1870 regresó a Bogotá.
El 12 de diciembre de 1871, fue nombrado por el arzobispo Arbeláez, rector del Seminario Conciliar, recientemente restaurado. Gran sorpresa causó entre el clero la elección del presbítero. Herrera de tan solo de 27 años en ese momento, para tan importante cargo, habiendo tantos párrocos venerables llenos de méritos y experiencia; esto muestra el acertado criterio del arzobispo, quien supo ver en él al formidable guía y al gran reformador de esa institución.   
Herrera ocupó ese cargo por 14 años habiendo tenido una gran influencia en la orientación de todos los seminarios colombianos, pues el Concilio Provincial había determinado la unificación del plan de estudios de todo ellos, el cual fue elaborado por Arbeláez con la colaboración de Herrera. Desde el 29 de abril de 1883 fue designado canónigo del Capítulo de Bogotá.  

## Episcopado

### Obispo de Medellín

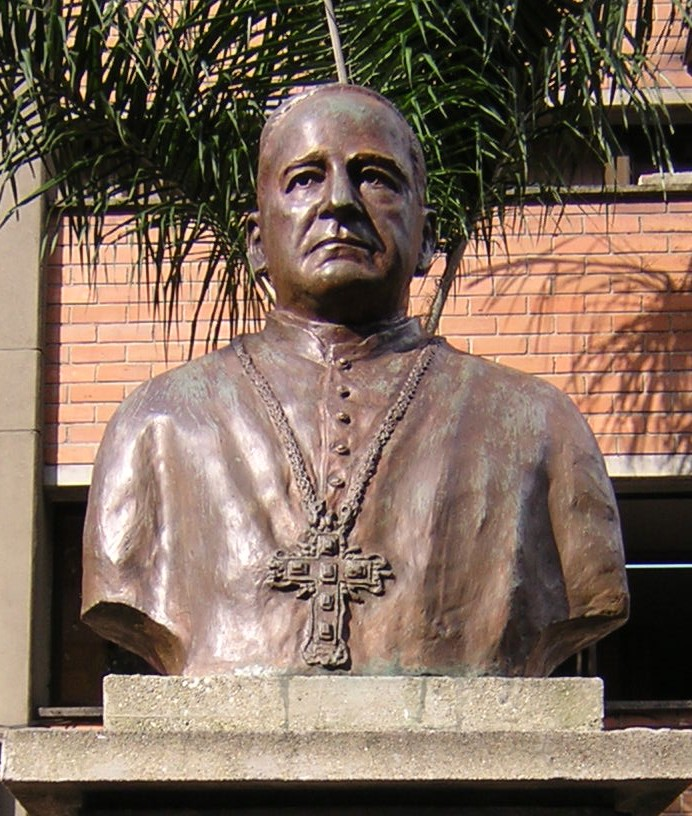
Busto del obispo Herrera, ubicado en la Av. la Playa, Medellín.

El 27 de marzo de 1885, el papa León XIII lo nombró obispo de Medellín. Fue consagrado el 27 de diciembre del mismo año, a manos del arzobispo José Telésforo Paúl. Viajó a Antioquia por la vía de Puesto Berrio y entró solemnemente a Medellín a posesionarse el 21 de enero de 1886.
En Medellín, organizó el Capítulo y tuvo muy buenas relaciones con los canónicos. Transformó completamente el Seminario Mayor imponiendo la disciplina sulpiciana que con ligeros cambios rigió hasta 1960, cuando se publicó un nuevo reglamento con una orientación distinta. En el campo de la educación concreto los deseos del obispo José Ignacio Montoya Palacio y concretó la llegada de los Hermanos Cristianos y las Dominicas de la Presentación de la Santísima Virgen y presenció la apertura del colegio de San Ignacio, de los Jesuitas, el cual aún existe en Medellín. Visitó la diócesis. 
Reinició la construcción de la nueva catedral, la cual había sido suspendida por su antecesor, pues los diseños del arquitecto italiano Felipe Crosti contenían serios errores, por lo cual, solicitó otros conceptos. Primero acudió al arquitecto bogotano Mariano Santamaría, quien descalificó los diseños de Crosti y señaló graves errores en los planos. Después, solicitó concepto al sacerdote Louis Douillard, notable arquitecto francés, quien desecha totalmente la obra de Crosti. Además, el obispo galo recomienda al arquitecto Carlos Carré, quien luego presentaría un nuevo diseño y sería contratado para la obra del nuevo templo catedralicio el 19 de enero de 1890. Durante su pontificado medellinense ordenó 12 sacerdotes.

### Arzobispo de Bogotá

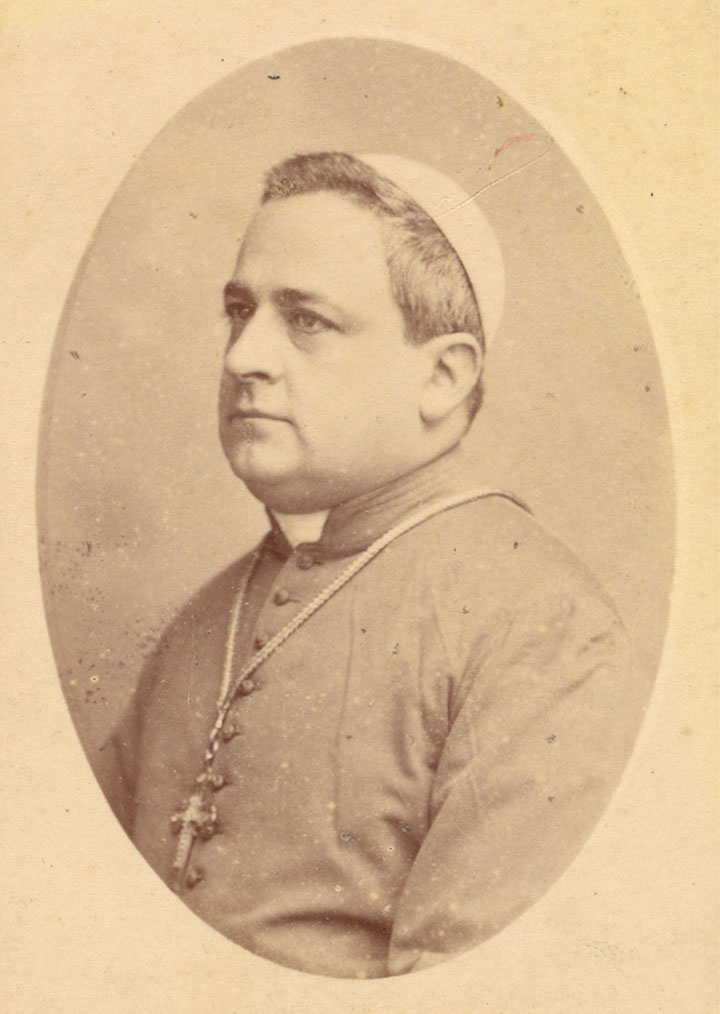
Fotografía del arzobispo Bernardo Herrera Restrepo.

El 4 de junio de 1891, fue nombrado arzobispo de Bogotá y partió el 2 de septiembre. El 20 de septiembre del mismo año, recibió la imposición del palio arzobispal de manos del obispo Antonio Sabatucci. Fue nombrado asistente al Solio Pontificio, prelado doméstico de Su Santidad y conde romano en 1896.
Durante las polémicas elecciones presidenciales de 1898, Herrera Restrepo mostró su capacidad para mantener la dignidad del clero por encima de las luchas partidistas. En su pastoral de Corpus Christi de 1897 dijo:

En las circunstancias presentes, cuando las pasiones se enardecen, la misión de los prelados de la Iglesia no puede ser otra que la que el apóstol San Pedro señalase a su discípulo Timoteo: "Reprende, ruega, exhorta con toda paciencia" [...] conviene que quienes están encargados de causas sagradas se abstengan por completo de apasionamientos políticos, a fin de que no se vuelvan sospechosos los ministros de la Iglesia.

Su impecable gestión como presidente del Concilio Plenario Latino Americano en Roma, en 1899, recibió elogios por parte de todos los cardenales. El 17 de noviembre de 1902 recibió el título honorífico de arzobispo Primado de Colombia. En 1890, intercedió en el arribo de los Hermanos de las Escuelas Cristianas provenientes de Francia. 

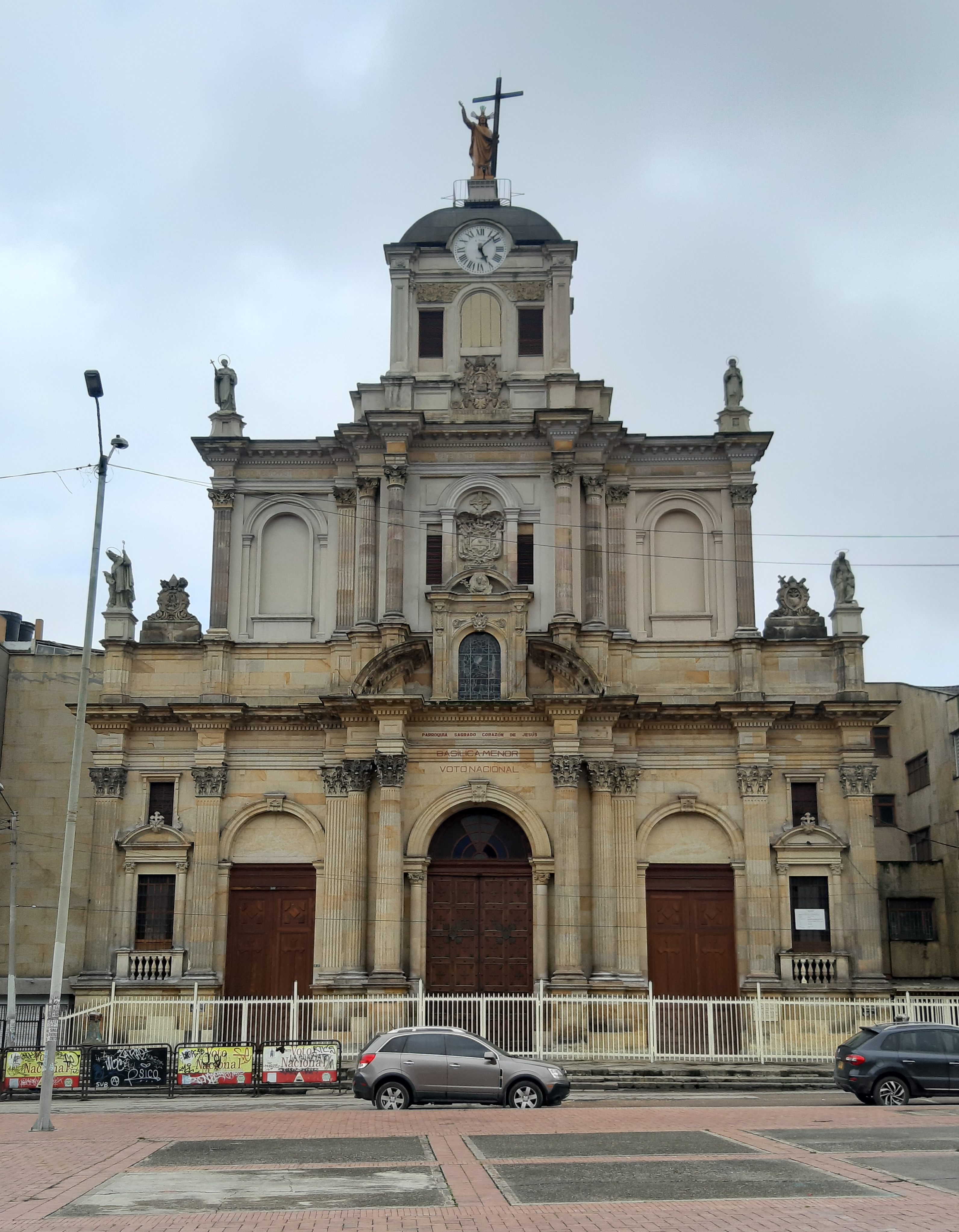
Basílica del Voto Nacional, consagrada el 24 de septiembre de 1916 por Herrera.

Fundando el 11 de septiembre de 1916 el Instituto San Bernardo De La Salle, al ceder terrenos de su propiedad para la edificación de esta institución educativa regentada por la Congregación de los Hermanos de las Escuelas Cristianas, permitiéndoles a las personas del sector popular de Las Cruces acceder a educación. Promovió el voto nacional al Sagrado Corazón de Jesús, cuya iglesia consagró el 24 de septiembre de 1916.
El arzobispo Herrera fue presidente de las Conferencias Episcopales de 1908, 1912, 1916, 1919, 1924 y 1927; del Congreso Eucarístico de 1913, del Mariano de 1919 y del de Misiones de 1924. 
Los gobiernos de la hegemonía conservadora, que habían tomado la bandera de la Iglesia católica como propia, y el innegable don de mando del arzobispo Herrera, lo fueron situando como árbitro de la política electoral del partido. José Restrepo Posada, en su obra "La Iglesia en dos momentos difíciles de la historia patria", cuenta:

El arzobispo de Bogotá sufrió una gravísima enfermedad hasta el punto de que se le administraron los últimos sacramentos, en septiembre de 1917. La naturaleza triunfó, pudo volver a sus labores, pero sin el valor y agilidad mental de antes; físicamente quedó casi imposibilitado para moverse y moralmente quedó con temor a afrontar las dificultades; y para disimular este complejo, y el de su timidez de siempre, acudió instintivamente a dos medios: un gran celo por su autoridad, de modo que no le gustaba oír las razones de la contraparte y los asuntos se resolvían como él quería, sin discusión, y en el caso de la política, un deseo de buscar apoyo en una entidad que resolviera los asuntos, librándolo a él de la responsabilidad. Así, en octubre de 1924, y ante el peligro de que las diferentes corrientes del conservatismo escogieran sus propios directorios, la mayoría conservadora del Congreso nombró uno; el arzobispo manifestó: Condeno y repruebo ahora, como lo he condenado y reprobado siempre, toda disidencia o corriente que tienda a menospreciar el principio de autoridad, representado en este caso sobre todo por el gobierno, y consiguientemente por el directorio que acaba de nombrar la mayoría conservadora del Congreso.

Herrera, que en tiempos de la presidencia de Miguel Antonio Caro había roto lanzas con el gobierno y con sus propios sufragáneos por defender la total independencia de la autoridad eclesiástica, últimamente apoyaba su decisión en lo que le aconsejaba el directorio de un determinado partido. 
En la conocida conversación que el general Alfredo Vázquez Cobo cuenta en sus Memorias, se nota el tono autoritario con el que el arzobispo Herrera manejaba sus asuntos: les notificó a él y al señor Miguel Abadía Méndez, que el candidato conservador a la Presidencia de 1926 sería este último, sin siquiera dignarse a recibirlos para comunicarles su decisión. Más adelante, esta actitud trajo graves problemas a la colectividad conservadora y a su sucesor, Ismael Perdomo.

### Fallecimiento

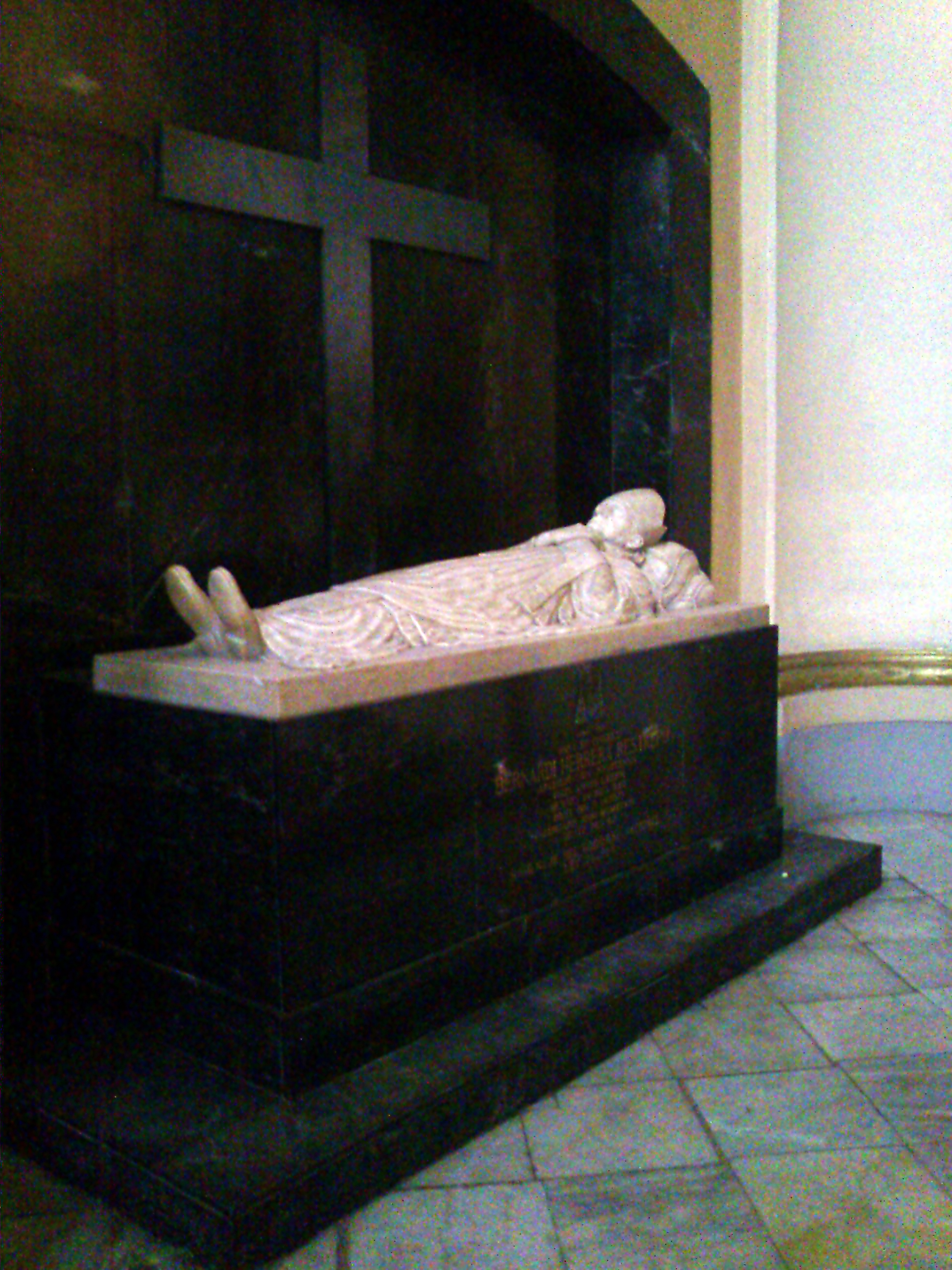
Sarcófago de Bernardo Herrera en la Capilla de la Inmaculada de la Catedral de Bogotá.

Falleció el 2 de enero de 1928, y se encuentra sepultado en la Catedral de Colombia.